# Conni
Conni (eigentlich Cornelia Klawitter) ist die Hauptfigur aus den Kinder- und Jugendbuch-Reihen Meine Freundin Conni, Conni & Co sowie Conni15 des Carlsen Verlags. Alle Folgen sind sowohl als Bücher als auch als Hörspiele erhältlich; Meine Freundin Conni sowie Conni & Co wurden auch verfilmt.

## Geschichte
Ein Vorläufer von Conni findet sich – noch mit dem Namen Mimmi und mit roten Haaren – im Kinderbuch Mimmi an der Nordsee von 1992 von Wolfram Hänel und Eva Wenzel-Bürger (Pixi-Buch Nr. 649). Dieses wurde 2004 als Conni am Strand wieder veröffentlicht und in den Conni-Kanon überführt. Ihren ersten Auftritt als Conni hatte sie, getextet von Liane Schneider und illustriert von Wenzel-Bürger, 1992 in Conni kommt in den Kindergarten (Pixi-Buch Nr. 701).
Inzwischen liegen mehr als 100 Geschichten vor, die Großteils auch als Pixi-Bücher veröffentlicht wurden. Viele der Geschichten wurden auch als Hörspiel und Zeichentrickserie herausgegeben, es gibt Beschäftigungsbücher, ein Liederbuch, ein Stickerbuch und Spiele.
Viele der Geschichten haben es auf die Bestsellerlisten im Bereich der Bilder- bzw. Jugendbücher geschafft. Beispielsweise erreichte die Geschichte Conni kommt in die Schule im Februar 2007 den 2. Platz bei den Bilderbüchern. Bei den Kinderbüchern erreichte Conni rettet Oma den 1. Platz im Mai 2005, Conni und der verschwundene Hund stand im November 2004 an der Spitze der Verkaufsliste.
Aufgrund des Erfolges der Figur entschloss sich der Verlag, über Conni nicht nur Geschichten aus dem Kindergarten- und Grundschulalter zu veröffentlichen, sondern die Figur mit ihren Lesern mitwachsen zu lassen. Seit 2002 gibt es daher die Conni-Erzählbände, die sich an Kinder ab sieben Jahren wenden. Autorin der Erzählbände ist Julia Boehme, Herdis Albrecht bebildert die Bände. 2005 startete die dritte Teilserie Conni & Co für die Altersgruppe ab 10 Jahren. Nach dem ersten Band von Julia Boehme schreibt Dagmar Hoßfeld die Serie, die mittlerweile 17 Bände umfasst. Die Zeichnungen stammen von Dorothea Tust.
Seit 2013 erscheint im Carlsen Verlag die Jugendromanreihe Conni15 von Dagmar Hoßfeld, deren Protagonistin die mittlerweile fünfzehnjährige Conni ist. Bisher liegen sieben Bände vor: Mein Leben, die Liebe und der ganze Rest (2013), Mein Sommer fast ohne Jungs (2014), Meine beste Freundin, der Catwalk und ich (2016), Mein Freund, der Eiffelturm und ich (2017), Meine Freundinnen, der Rockstar und ich (2019), Mein Freund, das Leben und das Glück (2020) sowie Ziemlich hohe Berge, mein Dream-Team und ich (2022).
Am 27. März 2011 feierte Conni als Tischfigur mit Wodo Puppenspiel im Ringlokschuppen Mülheim an der Ruhr mit dem Titel Conni kommt Premiere. Auch haben es Meine Freundin Conni sowie die ältere Conni & Co ins Kino geschafft.
Seit 2017 verfasst Schneider die ursprüngliche Conni-Reihe neu, nun mit Janina Görissen als neuer Illustratorin. Manche Geschichten sind bereits an Zweijährige gerichtet; auch Conni kommt in den Kindergarten wurde neu verfasst. Die Fortsetzung des Conni-Musicals ging ab Herbst 2017 auf Tour.
Aufgrund der plakativen Titel der Bücher (z. B. „Conni lernt...“, „Conni macht...“) wurde Conni in den 2010er und 2020er Jahren zu einer Vorlage für Memes. Insbesondere im Mai und Juni 2025 verbreiteten sich Conni-Memes unter der Nutzung von generativer KI unter deutschsprachigen Internetnutzern in Social Media. Daraufhin verschickte der Carlsen-Verlag im Sommer 2025 in manchen Fällen Abmahnungen, ließ zeitweise ein von mehr als 250.000 Nutzern gefolgtes Instagram-Benutzerkonto namens Connimeme sperren und gab eine Mitteilung heraus, in der der Verlag erklärte, in welchen Fällen er gegen die Verwendung von Conni als Meme wehrt.

## Thema
Thematisch befassen sich die Bücher mit dem Leben von Conni Klawitter, einem Mädchen in einer Familie mit traditionellem Rollenbild. Sie erlebt Dinge aus dem kindlichen Alltag wie einen Umzug, den ersten Kindergarten- oder Schultag. Zu zahlreichen Themen, die kleine Kinder bewegen, gibt es eine entsprechende Geschichte. Conni hat einen fünf Jahre jüngeren Bruder namens Jakob und Eltern namens Jürgen und Annette.
Die Autorin Liane Schneider ließ sich beim Namen und der Persönlichkeit der Figur durch ihre eigene Tochter, die Cornelia heißt, inspirieren. Das Bild von Conni stammt von der Illustratorin Eva Wenzel-Bürger. Einige Bücher sind auch von Annette Steinhauer illustriert.
Conni ist blond, trägt meist eine rote Schleife im Haar, eine blaue Latzhose und ein rot-weiß geringeltes Oberteil und geringelte Socken. Conni hat seit Conni bekommt eine Katze einen Kater mit dem Namen Kater Mau. Seit Conni und das neue Baby hat sie einen Bruder, Jakob, der inzwischen auch eine eigene Buchreihe hat.

## Rezeption
Die Welt kritisierte im Juli 2020, dass das Leben von Connis Familie nicht „besonders repräsentativ für die deutsche Gesellschaft und ihre Probleme“ sei: „Ihre Eltern sind immer gut gelaunt und miteinander verheiratet, die Mutter ist Ärztin, arbeitet aber nicht, um sich um die Kinder zu kümmern, die Klawitters wohnen in einem frei stehenden Einfamilienhaus, können sich Urlaube und diverse Hobbys für die Kinder leisten und nur äußerst selten haben Menschen mit Migrationshintergrund einen Auftritt in der sauberen Kleinstadtidylle.“
Die Zeit fasste Connis Rezeption im Dezember 2021 so zusammen: „Kinder lieben Conni. Eltern hassen sie.“ Während Kinder das einfache, positive Weltbild der Serie schätzen, stoßen sich Erwachsene bisweilen an „der einfachen Sprache, (...) den Rollenklischees, der Schablonenhaftigkeit, (...) der heilen Welt.“
Im Juni 2022 befasste sich die Rubrik Eier aus Stahl Kids des ZDF Magazins Royale mit dem Werk. Bemängelt wurde, dass Conni zu allem imstande sei und nicht mit Kritik umgehen könne. Das klassische Rollenbild in der Familie wurde kritisiert, nach dem sich fast nur die Mutter um die Kinder kümmert und der Vater als Ernährer der Familie meistens abwesend ist. Außerdem wurde es negativ aufgefasst, dass Conni sich über einen Sturz ihrer besten Freundin beim Fahrradfahren gefreut hat.

## Ausgaben

### Conni von Liane Schneider, illustriert von Eva Wenzel-Bürger
Erschienen in der Reihe „Lesemaus“ des Carlsen-Verlags.
- Conni auf dem Bauernhof ISBN 978-3-551-08604-4
- Conni backt Pizza ISBN 978-3-551-08639-6
- Conni bekommt eine Katze ISBN 978-3-551-08897-0
- Conni fährt Ski (Lesemaus 22) ISBN 978-3-551-08922-9
- Conni feiert Weihnachten (Lesemaus 58) ISBN 978-3-551-08858-1
- Conni geht zelten ISBN 978-3-551-08884-0
- Conni geht zum Arzt ISBN 978-3-551-08607-5
- Conni geht zum Zahnarzt (Lesemaus 56) ISBN 978-3-551-08627-3
- Conni im Krankenhaus ISBN 978-3-551-08632-7
- Conni im Zirkus ISBN 978-3-551-51787-6
- Conni kommt in den Kindergarten (Lesemaus 9 und 28) ISBN 978-3-551-08828-4
- Conni kommt in die Schule (Lesemaus 46) ISBN 978-3-551-08846-8
- Conni lernt Rad fahren ISBN 978-3-551-08648-8, auch erschienen unter dem Titel Conni fährt Fahrrad
- Conni lernt reiten ISBN 978-3-551-08623-5
- Conni macht das Seepferdchen (Lesemaus 6) ISBN 978-3-551-08630-3
- Conni macht Musik ISBN 978-3-551-08821-5
- Conni spielt Fußball ISBN 978-3-551-08660-0
- Conni tanzt ISBN 978-3-551-08629-7
- Conni und das Kinderfest ISBN 978-3-551-51753-1
- Conni und das neue Baby (Lesemaus 51) ISBN 978-3-551-08618-1
- Conni und der Osterhase ISBN 978-3-551-08655-6
- Connis erster Flug ISBN 978-3-551-08891-8
- Conni hat Geburtstag! ISBN 978-3-551-08892-5
- Conni am Strand (Lesemaus 14) ISBN 978-3-551-04037-4
- Conni lernt Backen ISBN 978-3-551-08981-6
- Conni zieht um (Lesemaus 66) ISBN 978-3-551-08644-0
- Conni geht in den Zoo (Lesemaus 59) ISBN 978-3-551-51590-2
- Conni hilft Mama (Lesemaus 52) ISBN 978-3-551-51589-6
- Conni ist krank ISBN 978-3-551-51673-2
- Conni schläft im Kindergarten ISBN 978-3-551-51587-2
- Conni geht auf Reisen ISBN 978-3-551-51752-4
- Conni und ihr Lieblingspony ISBN 978-3-551-51674-9
- Conni macht Mut in Zeiten von Corona (Eine Conni-Geschichte mit kindgerechtem Sachwissen rund um das Thema Corona) ISBN 978-3-551-08015-8
- Conni übernachtet bei Julia und Conni in den Bergen Conni Doppelband ISBN 978-3-551-08087-5
- Conni und das Geheimnis um Kater Mau: Die Bilderbuchgeschichte zum Conni-Kinofilm (Lesemaus 16) ISBN 978-3-551-08016-5
- Conni geht verloren (Lesemaus 26) ISBN 978-3-551-08826-0
- Conni und der Wackelzahn (Lesemaus 44) ISBN 978-3-551-08944-1
- Conni beim Frisör (Lesemaus 61) ISBN 978-3-551-08961-8

### Conni von Liane Schneider, illustriert von Annette Steinhauer
Erschienen als Pappbilderbücher.
- Conni im Kindergarten ISBN 978-3-551-16712-5
- Conni erlebt die Jahreszeiten ISBN 978-3-551-16850-4
- Conni geht verloren ISBN 978-3-551-08826-0
- Conni beim Frisör ISBN 978-3-551-08961-8
- Conni in den Bergen ISBN 978-3-551-08932-8
- Conni geht nicht mit Fremden mit ISBN 978-3-551-08437-8
- Conni macht einen Ausflug ISBN 978-3-551-08436-1
- Conni übernachtet bei Julia ISBN 978-3-551-08865-9
- Conni und der Wackelzahn
- Conni bekommt Taschengeld
- Connis erste Verkehrsschule ISBN 978-3-551-25127-5

### Conni von Julia Boehme
Diese Bücher sind als aufsteigende, durchgehende Bände veröffentlicht.
1. Conni auf dem Reiterhof ISBN 978-3-551-55281-5
2. Conni und der Liebesbrief ISBN 978-3-551-55282-2
3. Conni geht auf Klassenfahrt ISBN 978-3-551-55283-9
4. Conni feiert Geburtstag ISBN 978-3-551-55284-6
5. Conni reist ans Mittelmeer ISBN 978-3-551-55285-3
6. Conni und der verschwundene Hund ISBN 978-3-551-55286-0
7. Conni rettet Oma ISBN 978-3-551-55287-7
8. Conni und das Geheimnis der Koi ISBN 978-3-551-55288-4
9. Conni und die Jungs von nebenan ISBN 978-3-551-55289-1
10. Conni und das ganz spezielle Weihnachtsfest ISBN 978-3-551-55290-7
11. Conni und das Hochzeitsfest ISBN 978-3-551-55481-9
12. Conni in der großen Stadt ISBN 978-3-551-55482-6
13. Conni und die verflixte 13 ISBN 978-3-551-55483-3
14. Conni und der Dinoknochen ISBN 978-3-551-55484-0
15. Conni und das tanzende Pony ISBN 978-3-551-55485-7
16. Conni und der große Schnee ISBN 978-3-646-92149-6
17. Conni rettet die Tiere ISBN 978-3-551-55487-1
18. Conni und die Detektive ISBN 978-3-551-55488-8
19. Conni und der Ferienzirkus ISBN 978-3-551-55489-5
20. Conni und die Burg der Vampire ISBN 978-3-551-55490-1
21. Conni und die große Eiszeit ISBN 978-3-551-55611-0
22. Conni und das neue Fohlen ISBN 978-3-551-55612-7
23. Conni und die wilden Tiere ISBN 978-3-551-55613-4
24. Conni und das Klassencamp ISBN 978-3-551-55614-1
25. Conni und das Familienfest ISBN 978-3-551-55615-8
26. Conni geht zum Film ISBN 978-3-551-55616-5
27. Conni und das Ponyabenteuer ISBN 978-3-551-55617-2
28. Conni löst einen kniffligen Fall ISBN 978-3-551-55618-9
29. Conni und die Katzenliebe ISBN 978-3-551-55619-6
30. Conni und das große Bergabenteuer ISBN 978-3-551-55620-2
31. Conni und die Nixen ISBN 978-3-551-55621-9
32. Conni und die Nacht im Museum ISBN 978-3-551-55622-6
33. Conni und die Reise ans Meer ISBN 978-3-551-55623-3
34. Conni und die Ponys im Schnee ISBN 978-3-551-55624-0
35. Conni und das Baumhaus ISBN 978-3-551-55625-7
36. Conni geht auf Schatzsuche ISBN 978-3-551-55626-4
37. Conni und der zauberhafte Schulzirkus ISBN 978-3-551-55627-1
38. Conni und die Ponyspiele ISBN 978-3-551-55628-8
39. Conni und das Hausboot-Abenteuer ISBN 978-3-551-55629-5
40. Conni und die Jungs in geheimer Mission ISBN 978-3-551-55630-1
41. Conni und das geklaute Kaninchen ISBN 978-3-551-55631-8
42. Conni und die wilden Pferde ISBN 978-3-551-55632-5
43. Conni und das Abenteuer in der Wildnis ISBN 978-3-551-55633-2
44. Conni und der beste Spürhund der Welt ISBN 978-3-551-55634-9
45. Conni und das Fußballcamp ISBN 978-3-551-55635-6

### Conni von Barbara Iland-Olschewski
Diese Bücher sind als aufsteigende, durchgehende Bände veröffentlicht.
1. Conni im Ferienlager ISBN 978-3-551-19171-7
2. Conni und der Segelausflug ISBN 978-3-551-19172-4
3. Conni und das Filmprojekt ISBN 978-3-551-19193-9
4. Conni und die Stecken-Ponys ISBN 978-3-551-19194-6

### Conni & Co
Diese Bücher sind als aufsteigende, durchgehende Bände veröffentlicht.
1. Julia Boehme: Conni & Co ISBN 978-3-551-55401-7
2. Dagmar Hoßfeld: Conni und der Neue ISBN 978-3-551-55402-4
3. Dagmar Hoßfeld: Conni und die Austauschschülerin ISBN 978-3-551-55403-1
4. Dagmar Hoßfeld: Conni, Anna und das wilde Schulfest ISBN 978-3-551-55404-8
5. Dagmar Hoßfeld: Conni, Billi und die Mädchenbande ISBN 978-3-551-55405-5
6. Dagmar Hoßfeld: Conni, Mandy und das große Wiedersehen ISBN 978-3-551-55406-2
7. Dagmar Hoßfeld: Conni, Phillip und das Supermädchen ISBN 978-3-551-55407-9
8. Dagmar Hoßfeld: Conni, Paul und die Sache mit der Freundschaft ISBN 978-3-551-55408-6
9. Dagmar Hoßfeld: Conni, Phillip und ein Kuss im Schnee ISBN 978-3-551-55409-3
10. Dagmar Hoßfeld: Conni, Dina und das Liebesquiz ISBN 978-3-551-55410-9
11. Dagmar Hoßfeld: Conni, das Kleeblatt und die Pferde am Meer ISBN 978-3-551-55711-7
12. Dagmar Hoßfeld: Conni, Dina und der Babysitterclub ISBN 978-3-551-55712-4
13. Dagmar Hoßfeld: Conni, Mandy und das wilde Wochenende ISBN 978-3-551-55713-1
14. Karoline Sander: Conni, das Kleeblatt und das Wald-Camp ISBN 978-3-551-55714-8
15. Karoline Sander: Conni, das Traumzimmer und andere Baustellen ISBN 978-3-551-55715-5
16. Dagmar Hoßfeld: Conni, Phillip und das Katzenteam ISBN 978-3-551-55716-2
17. Dagmar Hoßfeld: Conni, Billi und das schwimmende Klassenzimmer ISBN 978-3-551-55717-9
18. Dagmar Hoßfeld: Conni, Anna und das große Pferdeglück ISBN 978-3-551-55718-6

- Dagmar Hoßfeld: Conni and the Exchange Student ISBN 978-3-551-31063-7

### Conni15
- Dagmar Hoßfeld: Mein Leben, die Liebe und der ganze Rest ISBN 978-3-551-26001-7
- Dagmar Hoßfeld: Mein Sommer fast ohne Jungs ISBN 978-3-551-26002-4
- Dagmar Hoßfeld: Meine beste Freundin, der Catwalk und ich ISBN 978-3-551-26003-1
- Dagmar Hoßfeld: Mein Freund, der Eiffelturm und ich ISBN 978-3-551-26004-8
- Dagmar Hoßfeld: Meine Freundinnen, der Rockstar und ich ISBN 978-3-551-26005-5
- Dagmar Hoßfeld: Mein Freund, das Leben und das Glück ISBN 978-3-551-26006-2
- Dagmar Hoßfeld: Ziemlich hohe Berge, mein Dream-Team und ich ISBN 978-3-551-26007-9

## Hörspiele

### Folgen
Offizielle Reihenfolge laut Verlag. Es handelt sich hierbei um eine Veröffentlichungsliste, die nicht als Chronologie angesehen werden kann.
1. Conni kommt in den Kindergarten / Conni macht das Seepferdchen (VÖ 8. April 2003) ISBN 978-3-8291-2027-2.
2. Conni kommt in die Schule / Conni geht zum Arzt (VÖ 20. Mai 2003) ISBN 978-3-86742-401-1.
3. Conni auf dem Bauernhof / Conni und das neue Baby (VÖ 6. Mai 2003) ISBN 978-3-86742-402-8.
4. Conni geht Zelten / Conni lernt reiten (VÖ 8. April 2003) ISBN 3-89945-393-X.
5. Connis erster Flug / Conni geht zum Zahnarzt (VÖ 8. April 2003) ISBN 3-89945-394-8.
6. Conni feiert Weihnachten / Conni fährt Ski (VÖ 1. September 2003) ISBN 978-3-86742-405-9.
7. Conni zieht um / Conni macht Musik (VÖ 20. Mai 2003) ISBN 3-89945-397-2.
8. Conni backt Pizza / Conni lernt Radfahren (VÖ 6. Mai 2003) ISBN 978-3-86742-407-3.
9. Conni im Krankenhaus / Conni tanzt (VÖ 20. Mai 2003) ISBN 3-89945-396-4.
10. Conni und der Osterhase / Conni spielt Fußball (VÖ 7. April 2003) ISBN 3-89945-400-6.
11. Conni bekommt eine Katze / Conni hat Geburtstag (VÖ 13. September 2005) ISBN 3-89945-233-X.
12. Conni auf dem Reiterhof (VÖ 1. März 2004) ISBN 3-89945-628-9.
13. Conni und der Liebesbrief (VÖ 1. März 2004) ISBN 3-89945-630-0.
14. Conni reist ans Mittelmeer (VÖ 25. April 2004) ISBN 3-89945-699-8.
15. Conni geht auf Klassenfahrt (VÖ 23. August 2004) ISBN 3-89945-769-2.
16. Conni feiert Geburtstag (VÖ 22. August 2004) ISBN 978-3-86742-416-5.
17. Conni und der verschwundene Hund (VÖ 15. Februar 2005) ISBN 3-89945-190-2.
18. Conni rettet Oma (VÖ 17. Februar 2006) ISBN 3-89945-072-8.
19. Conni lernt backen / Conni hilft Mama (VÖ 29. Juni 2006) ISBN 3-8291-1738-8.
20. Conni und das Geheimnis der Koi (VÖ 30. März 2007) ISBN 978-3-8291-1963-4.
21. Conni schläft im Kindergarten / Conni geht in den Zoo (VÖ 3. August 2007) ISBN 978-3-86742-432-5.
22. Conni und die Jungs von nebenan (VÖ 29. Februar 2008) ISBN 978-3-8291-2109-5.
23. Conni und das ganz spezielle Weihnachtsfest (VÖ 12. September 2008) ISBN 978-3-8291-2183-5.
24. Conni und das Hochzeitsfest (VÖ 20. Februar 2009) ISBN 978-3-86742-033-4.
25. Conni in der großen Stadt (VÖ 18. September 2009) ISBN 978-3-86742-048-8.
26. Conni und die verflixte 13 (VÖ 12. August 2010) ISBN 978-3-86742-449-3.
27. Conni und der Dinoknochen (VÖ 10. September 2010) ISBN 978-3-86742-450-9.
28. Conni und das tanzende Pony (VÖ 10. September 2010) ISBN 978-3-86742-453-0.
29. Conni und der große Schnee (VÖ 5. November 2010) ISBN 978-3-86742-455-4.
30. Conni in den Bergen / Conni geht verloren (VÖ 18. Februar 2011) ISBN 978-3-86742-452-3.
31. Conni ist krank / Conni beim Frisör (VÖ 18. Februar 2011) ISBN 978-3-86742-451-6.
32. Conni rettet die Tiere (VÖ 15. April 2011) ISBN 978-3-86742-456-1.
33. Conni und die Detektive (VÖ 21. Oktober 2011) ISBN 978-3-86742-457-8.
34. Conni und ihr Lieblingspony / Conni geht Laterne laufen (VÖ 21. Oktober 2011) ISBN 978-3-86742-458-5.
35. Conni und der Ferienzirkus (VÖ 23. März 2012) ISBN 978-3-86742-463-9.
36. Conni und die Burg der Vampire (VÖ 19. Oktober 2012) ISBN 978-3-86742-469-1.
37. Conni übernachtet bei Julia / Conni geht nicht mit Fremden mit (VÖ 19. Oktober 2012) ISBN 978-3-86742-467-7.
38. Conni macht einen Ausflug / Conni geht auf Reisen (VÖ 19. Oktober 2012) ISBN 978-3-86742-468-4.
39. Conni und die große Eiszeit (VÖ 1. März 2013) ISBN 978-3-86742-474-5.
40. Conni und das neue Fohlen (VÖ 4. Oktober 2013) ISBN 978-3-86742-477-6.
41. Conni und die wilden Tiere (VÖ 28. Februar 2014) ISBN 978-3-86742-481-3.
42. Conni und das Kinderfest / Conni im Zirkus (VÖ 20. Juni 2014) ISBN 978-3-86742-482-0.
43. Conni bekommt Taschengeld / Conni verkleidet sich (VÖ 22. August 2014) ISBN 978-3-86742-484-4.
44. Conni und das Klassencamp (VÖ 26. September 2014) ISBN 978-3-86742-483-7.
45. Conni und das Familienfest (VÖ 27. Februar 2015) ISBN 978-3-86742-198-0.
46. Conni geht zum Film (VÖ 28. August 2015) ISBN 978-3-86742-486-8.
47. Conni und das Ponyabenteuer (VÖ 26. Februar 2016) ISBN 978-3-86742-566-7.
48. Conni löst einen kniffligen Fall (VÖ 30. September 2016) ISBN 978-3-86742-487-5.
49. Conni geht einkaufen / Conni und der Läusealarm (VÖ 4. November 2016) ISBN 978-3-86742-488-2.
50. Conni hilft Papa / Conni streitet sich mit Julia (VÖ 31. März 2017) ISBN 978-3-86742-491-2.
51. Conni und die Katzenliebe (VÖ 24. März 2017) ISBN 978-3-86742-492-9.
52. Conni und das große Bergabenteuer (VÖ 31. August 2017) ISBN 978-3-86742-587-2.
53. Conni kommt in den Kindergarten / Conni geht aufs Töpfchen (VÖ 31. August 2017) ISBN 978-3-86742-496-7.
54. Conni geht zur Zahnärztin / Conni ist wütend (VÖ 31. August 2017) ISBN 978-3-86742-495-0.
55. Conni und die Nixen (VÖ 28. Februar 2018) ISBN 978-3-86742-497-4.
56. Conni kommt in die Schule / Conni backt Pfannkuchen (VÖ 30. April 2018) ISBN 978-3-86742-498-1.
57. Conni und die Nacht im Museum (VÖ 31. August 2018) ISBN 978-3-7456-0011-7.
58. Conni geht zum Kinderarzt / Conni besucht Oma und Opa (VÖ 1. November 2018) ISBN 978-3-7456-0010-0.
59. Conni und die Reise ans Meer (VÖ 22. März 2019) ISBN 978-3-7456-0075-9.
60. Conni kann nicht einschlafen / Conni macht das Seepferdchen (VÖ 31. Mai 2019) ISBN 978-3-7456-0074-2.
61. Conni und die Ponys im Schnee (VÖ 31. Oktober 2019) ISBN 978-3-7456-0110-7.
62. Conni geht zum Kinderturnen / Conni und der Wackelzahn (VÖ 23. Dezember 2019) ISBN 978-3-7456-0108-4.
63. Conni und das Baumhaus (VÖ 1. April 2020) ISBN 978-3-7456-0161-9.
64. Conni geht auf Schatzsuche (VÖ 1. Oktober 2020) ISBN 978-3-7456-0230-2.
65. Conni und der Nikolaus / Conni im Schnee (VÖ 1. Oktober 2020) ISBN 978-3-7456-0203-6.
66. Conni hat Kummer / Conni lernt die Uhrzeit (VÖ 25. Februar 2021) ISBN 978-3-7456-0233-3.
67. Conni und der zauberhafte Schulzirkus (VÖ 18. März 2021) ISBN 978-3-7456-0280-7.
68. Conni kümmert sich um die Umwelt / Conni entdeckt die Bücher (VÖ 26. August 2021) ISBN 978-3-7456-0326-2.
69. Conni und die Ponyspiele (VÖ 23. September 2021) ISBN 978-3-7456-0327-9.[14]
70. Conni traut sich was / Conni bastelt für ihre Freunde / Connis Weihnachtsbäckerei (VÖ 27. Juli 2022) ISBN 978-3-7456-0344-6.[14]
71. Conni und das Hausboot-Abenteuer (VÖ 29. August 2022) ISBN 978-3-7456-0345-3.[14]
72. Conni und die Jungs in geheimer Mission (VÖ 22. Oktober 2022) ISBN 978-3-7456-0379-8.[14]
73. Conni im Sommer / Conni zieht um (VÖ 29. Mai 2023) ISBN 978-3-7456-0424-5.[14]
74. Conni und das geklaute Kaninchen (VÖ 28. Juli 2023) ISBN 978-3-7456-0425-2.[14]
75. Conni und die wilden Pferde (VÖ 28. September 2023) ISBN 978-3-7456-0462-7.[14]
76. Conni macht Geschenke / Conni erlebt die Jahreszeiten (VÖ 28. September 2023) ISBN 978-3-7456-0394-1.[14]
77. Conni und ihr kleiner Bruder / Unser Körper (VÖ 24. Mai 2024) ISBN 978-3-7456-0517-4.[14]
78. Conni und das Abenteuer in der Wildnis (VÖ 27. Juni 2024) ISBN 978-3-7456-0512-9.[14]

Sonderreihe an CDs
1. Connis Lieblingswitze: Lachen, bis die Streifen wackeln (VÖ 22. Juli 2014) ISBN 978-3-86742-178-2[14]
2. Der große Adventskalender (Meine Freundin Conni – ab 6): 24 Tage mit Conni: 2 CDs (VÖ 05. Oktober 2019) ISBN 978-3-8449-2219-6[14]
3. Connis großer Adventskalender (Meine Freundin Conni – ab 6): 24 Tage bis Weihnachten. Ein tolles Adventskalenderhörbuch zum Verkürzen der Wartezeit bis Heiligabend: 2 CDs (VÖ 01. Oktober 2020) ISBN 978-3-8449-2520-3[14]
4. Meine Freundin Conni – Connis neuer Adventskalender (Meine Freundin Conni – ab 6): 24 Tage bis Weihnachten. Ein fröhlich-buntes Adventskalenderhörbuch ... der Wartezeit bis Heiligabend: 2 CDs (VÖ 29. September 2022) ISBN 978-3-8449-3103-7[14]

### Sprecher
- Erzähler – Wolf Frass
- Conni – Laura Ketzer, Florentine Draeger, Anne-Marie Hausch, Lea Sprick, Pia Stepat
- Connis Mutter – Barbara Fenner, Margrit Straßburger
- Connis Vater – Eberhard Haar, Christian Rudolf
- Jakob (Connis Bruder) – Lukas Bialluch, Christian Schliesske, Theo Deterts, Benedikt Geiger, Philipp Draeger
- Connis Oma – Isabella Grothe, Sabine Hahn
- Connis Opa – Eckart Dux, Bernd Stephan
- Anna (Connis beste Freundin) – Julia Fölster, Katherine Silva-Gonzalez, Madeleine Weingardt, Saskia Weckler
- Paul (Connis bester Freund) – Heiko Herwald
- Billi (Connis andere beste Freundin) – Linda Fölster, Julia Fölster
- Julia (eine Kindergartenfreundin) – Mathilda Charisius, Carina Synatschke, Yanina Iflazoglu[15]

## Auszeichnungen
- Goldene Schallplatte[16]
  - 6× in Gold

- Kids Award
  - 12× in Gold
  - 12× in Platin

## Verfilmungen

### Zeichentrickserie
2011/12 produzierte Youngfilms mit dem ZDF eine 26-teilige Zeichentrickserie mit dem Titel Meine Freundin Conni, die ab dem 13. Juni 2012 im KiKA ausgestrahlt wurde. Die 2. Staffel umfasste noch einmal 26 Episoden und ging 2015 auf Sendung.
Alle Folgen erschienen auch auf DVD und sind in Streaming-Portalen abrufbar.

#### Folgen
1. Conni zieht um
2. Conni bekommt eine Katze
3. Conni lernt Rad fahren
4. Conni geht zelten
5. Conni lernt backen
6. Conni schläft im Kindergarten
7. Conni macht das Seepferdchen
8. Connis erster Flug
9. Conni auf dem Bauernhof
10. Conni tanzt
11. Conni hat Geburtstag
12. Conni lernt die Uhrzeit
13. Conni geht zum Zahnarzt
14. Conni geht in den Zoo
15. Conni und der Osterhase
16. Conni und der Laternenumzug
17. Conni lernt reiten
18. Conni backt Pizza
19. Conni macht Musik
20. Conni fährt Ski
21. Conni am Strand
22. Conni spielt Fußball
23. Conni in den Bergen
24. Conni geht verloren
25. Conni entdeckt die Bücher
26. Conni geht zum Kinderarzt
27. Conni sucht Kater Mau
28. Conni auf der Burg
29. Conni auf Waldsafari
30. Conni lässt Drachen steigen
31. Conni übernachtet bei Julia
32. Conni beim Frisör
33. Conni und der große Schnee
34. Conni und das Froschkonzert
35. Conni geht nicht mit Fremden mit
36. Conni und der Babysitter
37. Conni feiert Fasching
38. Conni macht Flohmarkt
39. Conni auf der Baustelle
40. Conni fährt Schlittschuh
41. Conni im Advent
42. Conni hilft Papa im Garten
43. Conni wird Clown
44. Conni im Straßenverkehr
45. Conni turnt
46. Conni fährt Bahn
47. Conni kann nicht einschlafen
48. Conni und der fiese Schnupfen
49. Conni und der Dreck-weg-Tag
50. Conni spielt Theater
51. Conni und der Hundebesuch
52. Conni hat Läuse

#### Es erschienen insgesamt 13 DVDs
1. Conni lernt Rad fahren (beinhaltet die Folgen 1–4)
2. Conni auf dem Bauernhof (beinhaltet die Folgen 6–9)
3. Conni lernt die Uhrzeit (beinhaltet die Folgen 12, 16, 10 und 19)
4. Conni hat Geburtstag (beinhaltet die Folgen 11, 15, 18 und 22)
5. Conni geht zum Zahnarzt (beinhaltet die Folgen 13, 17, 24 und 25)
6. Conni in den Bergen (beinhaltet Folgen 14, 5, 23 und 26)
7. Conni sucht Kater Mau (beinhaltet Folgen 27, 28, 32 und 34)
8. Conni und der große Schnee (beinhaltet Folgen 33, 40, 20 und 41)
9. Conni geht nicht mit Fremden (beinhaltet Folgen 35, 43, 30 und 52)
10. Conni und der Hundebesuch (beinhaltet Folgen 51, 42, 44 und 47)
11. Conni auf der Baustelle (beinhaltet Folgen 39, 46, 37 und 45)
12. Conni übernachtet bei Julia (beinhaltet Folgen 31, 29, 38 und 48)
13. Conni und der Babysitter (beinhaltet Folgen 36, 50, 49 und 21)

Diese erhielten folgende Auszeichnungen:
- Kids Award
  - 2× in Gold
  - 6× in Platin

### Kinofilme
Von Anfang Juli bis zum 1. September 2015 liefen die Dreharbeiten für den Kinofilm Conni & Co mit Emma Schweiger in der Titelrolle. Der Film kam am 18. August 2016 in die Kinos. Im April 2017 ist die Fortsetzung Conni & Co 2 – Das Geheimnis des T-Rex angelaufen.
Am 2. Juli 2020 startet der erste animierte Kinofilm über Conni: Meine Freundin Conni – Geheimnis um Kater Mau. Produziert wurde der Kinderfilm von den Machern der TV-Serie, der Hamburger Filmproduktion Youngfilms.